# Basilique-cathédrale Saint-Thomas de Madras
La basilique-cathédrale Saint-Thomas est une église sise en bord de mer (sur le golfe du Bengale) dans le quartier de Mylapore à Chennai en Inde. Dans une crypte sous l'autel principal se trouve le tombeau présumé de l’apôtre saint Thomas. Un premier édifice portugais construit au XVIe siècle a été remplacé par une église néo-gothique construite en 1893. Elle est depuis 1952 la cathédrale de l'archidiocèse de Madras-Mylapore, et a les statuts de basilique mineure et de sanctuaire national.

## L’apôtre saint Thomas
Suivant une tradition ancienne et solide mais archéologiquement non prouvée, l’apôtre saint Thomas est venu en Inde vers l’année 52 après Jésus-Christ. Il y visite la communauté juive de Cochin et établit des communautés chrétiennes au Kerala. Passant sur la côte de Coromandel (sur le golfe du Bengale), il est reçu dans le royaume de Mylapore. Il meurt vers 72, assassiné « en haine de la foi » sur une colline à quelques kilomètres au sud de Mylapore (appelée aujourd’hui « mont Saint-Thomas »).

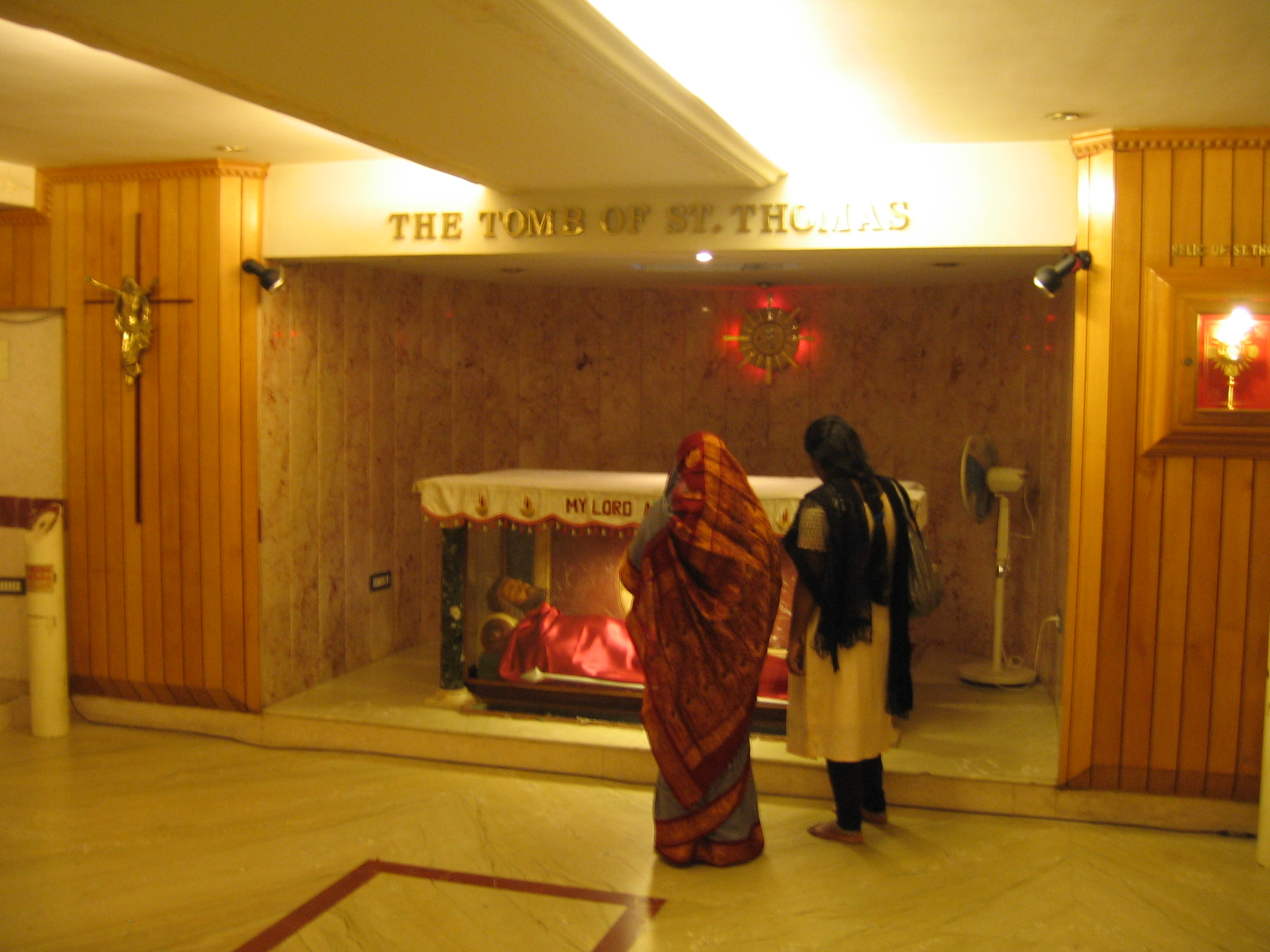
Dans la crypte : le tombeau de saint Thomas.

## Première église de Mylapore
D’après une tradition ancienne, au XIe siècle les restes mortels de saint Thomas sont transférés par des chrétiens arméniens à Mylapore, alors un petit royaume tamoul sur la côte de Coromandel. Lorsque les portugais y établissent un comptoir commercial, ils construisent au XVIe siècle une église incorporant le tombeau de l’apôtre de l’Inde. En accord avec le roi du Portugal, le pape Paul V crée le diocèse de Mylapore en 1606, qui est alors sous la juridiction religieuse portugaise du « Padroado ».
En 1893 l’église portugaise est reconstruite par des architectes anglais en style néo-gothique. C’est l’édifice que l’on voit aujourd’hui.

## Cathédrale et basilique

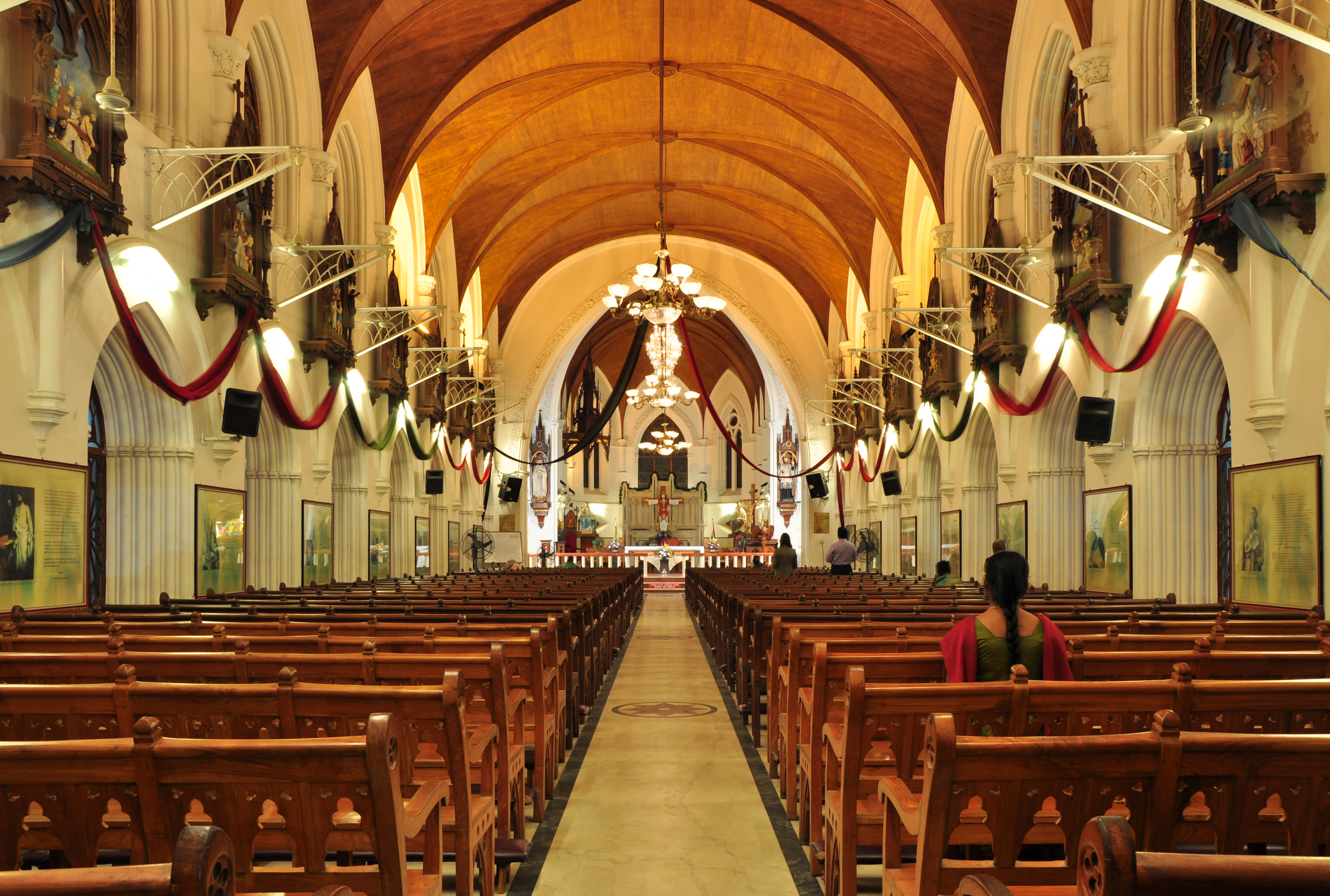
La nef de la basilique.

En 1886, lorsque la hiérarchie religieuse catholique est établie en Inde, l’église de Mylapore devient officiellement la cathédrale du nouveau diocèse de Madras. Les autorités portugaises refusent la suppression du régime de « Padroado ». Cela entraîne un schisme qui ne trouve son dénouement que dans le concordat signé en 1940 entre le Saint-Siège et le Portugal. Les diocèses de Madras (le nouveau) et de Mylapore (l’ancien) sont alors amalgamés pour devenir l’archidiocèse de Madras-Mylapore (1952), dont l’église-sanctuaire de Saint-Thomas devient la cathédrale. Celle-ci est bâtie à la fin du XIXe siècle. Sa construction commence en 1893. Le 1er avril 1896, elle est consacrée solennellement par Mgr Reed da Silva, évêque de Madras, assisté de l'évêque de Dacca, Mgr Pierre-Joseph Hurth. 
Étant donné son importance religieuse et historique, et considérant le fait que le sanctuaire de saint Thomas attire de nombreux pèlerins, Pie XII élève en 1956 la cathédrale au rang de basilique mineure. Pour la même raison, la Conférence des évêques catholiques d'Inde donne à la basilique le statut de sanctuaire national en 2006,.